# Apex (Kleidungsstück)

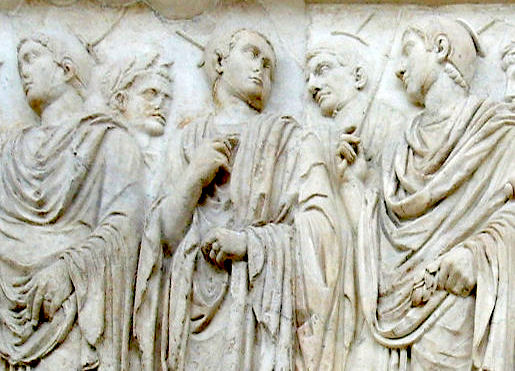
Flamines auf einem Relief der Ara Pacis mit Galerus und Apex

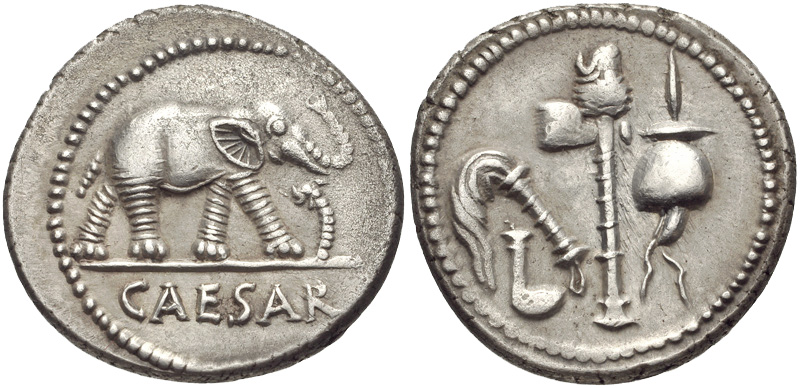
Denar Caesars, auf dem Revers Priestergerätschaften, darunter rechts Galerus mit Apex.

Der Apex (Plural apices) war ein Teil der rituellen Kopfbedeckung der Flamines, der Priester des römischen Staatskultes.
Es handelt sich um einen Aufsatz, der über dem Galerus, der enganliegenden Lederkappe, getragen wurde.
Der Apex bestand aus einer aus Ölbaumholz geschnitzten Spitze (virgula oleagina). Auf der Spitze, die manchmal einen Knopf trug, saß eine wollene Flocke (daher die Bezeichnung virga lanata, etwa „wollumwickelter Zweig“).
Die Spitze ist namengebend, denn apex bedeutet im Lateinischen „Spitze“.
An dem reifenartigen Wulst, mit dem er auf dem Galerus aufsaß, befand sich ein wollenes Band (vitta „Kopfbinde“).
Dem Flamen Dialis war es nicht gestattet, ohne Apex unter freiem Himmel (sub Iove) zu erscheinen. Wenn die anderen Flamines ohne Apex erschienen, so trugen sie zumindest die vitta als Kopfbinde. Die Wolle für vitta und virga musste von der Flaminica, der Gattin des Flamen, gesponnen worden sein.
Auf dem Relief auf der Westseite der Ara Pacis des Augustus sieht man als Teilnehmer der Prozession vier Flamines mit Apex. Bei diesen soll es sich um die drei Flamines maiores (Flamen Dialis, Flamen Martialis, Flamen Quirinalis) und den Flamen Divi Iulii, den Priester des vergöttlichten Gaius Iulius Caesar, handeln. 
Nach Ryberg sind die Flamines maiores an der langen Spitze des Apex kenntlich, die Flamines minores trugen statt des Stabes lediglich einen Knopf auf dem Galerus.
Die Bezeichnung Apex übertrug sich schon bald auf die gesamte Kopfbedeckung bestehend aus Galerus und eigentlichem Apex.